# Dick Grayson
Richard John Grayson   là nhân vật siêu anh hùng hư cấu xuất hiện trong sách truyện tranh Mỹ do DC Comics phát hành, thường gắn liền với Batman . Nhân vật do Bill Finger và Bob Kane tạo ra, lần đầu tiên xuất hiện vào tháng 4 năm 1940 trong Detective Comics #38 với tư cách là hóa thân ban đầu và phổ biến nhất của Robin. Trong Tales of the Teen Titans #44 vào tháng 7 năm 1984, nhân vật sau khi trở thành một thanh niên đã nỗ lực biến mình thành một anh hùng độc lập và riêng biệt với Batman nên đã thôi đóng vai Robin, thay vào đó là siêu anh hùng của Nightwing (do Marv Wolfman và George Pérez tạo ra).